# Кавелахта
Кавелахта (фин. Kavilahti) — деревня в Виллозском городском поселении Ломоносовского района Ленинградской области.

## История
На шведской «Генеральной карте провинции Ингерманландии» 1704 года, составленной по материалам 1678 года, упомянута деревня Kavelah.
Как деревня Кавалох она нанесена на «Географическом чертеже Ижорской земли» Адриана Шонбека 1705 года.
На «Топографической карте окрестностей Санкт-Петербурга» Военно-топографического депо Главного штаба 1817 года упомянуты две деревни Кавелахт: Малый состоящий из 3 крестьянских дворов и Большой, насчитывавший 12 дворов.
На карте Санкт-Петербургской губернии Ф. Ф. Шуберта 1834 года, они обозначены, как смежные: Малая и Большая Кавелахта.

КАВЕЛИХТЫ — деревня принадлежит Дудергофскому её величества имению, число жителей по ревизии: 53 м. п., 58 ж. п. (1838 год)

В пояснительном тексте к этнографической карте Санкт-Петербургской губернии П. И. Кёппена 1849 года она записана как деревня Kawilahti (Кавелихты) и указано количество её жителей на 1848 год: эвремейсов — 50 м. п., 57 ж. п., всего 107 человек.
Согласно карте профессора С. С. Куторги 1852 года деревня называлась Кавелахты.

КАВЕЛАХТЫ — деревня Дудергофского её величества имения, по почтовому тракту, число дворов — 21, число душ — 61 м. п. (1856 год)

Согласно «Топографической карте частей Санкт-Петербургской и Выборгской губерний» 1860 года деревня Кавелахты насчитывала 21 двор.

КАВЕЛАХТЫ — деревня удельная близ Дудергофского озера, число дворов — 22, число жителей: 55 м. п., 53 ж. п.. (1862 год)

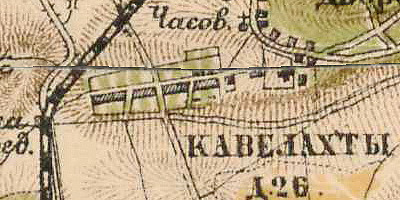
Деревня Кавелахта на карте 1885 года

В 1885 году деревня называлась Кавелахты и насчитывала 26 дворов. В северной части деревни находилась часовня.
В конце XIX — начале XX века деревня административно относилась к Дудергофской волости 3-го стана Царскосельского уезда Санкт-Петербургской губернии. По приходским данным население деревни было исключительно финским.
По данным «Памятной книжки Санкт-Петербургской губернии» за 1905 год деревня называлась Кавелахты.
К 1913 году количество дворов в деревне Кавелахты, увеличилось до 53.
С 1917 по 1923 год деревня Кавелахта входила в состав Пикколовского сельсовета Дудергофской волости Детскосельского уезда.
С 1923 года в составе Красносельской волости.
С 1924 года в составе Дудергофского сельсовета.
Согласно данным переписи населения СССР 1926 года в деревне Кавелахты Троцкого уезда проживали 211 человек — большинство финны, а также русские, латыши и эстонцы.
С 1927 года в составе Урицкого района.
В 1928 году население деревни Кавелахта также составляло 211 человек.
С 1930 года в составе Ленинградского Пригородного района.
По данным 1933 года деревня называлась Ковелахты и входила в состав Дудергофского финского национального сельсовета Ленинградского Пригородного района.
С 1936 года в составе Красносельского района.

План деревни Кавелахта. 1939 год

С 1939 года в составе Горского сельсовета. Согласно топографической карте 1939 года деревня называлась Кавелахты и насчитывала 47 дворов. В деревне была своя школа.
С 1 августа 1941 года по 31 декабря 1943 года деревня находилась в оккупации.
С 1955 года в составе Ломоносовского района.
С 1963 года в составе Гатчинского района.
С 1965 года вновь в составе Ломоносовского района. В 1965 году население деревни Кавелахта составляло 456 человек.
По данным 1966 года деревня называлась Ковелахта и также входила в состав Горского сельсовета.
По данным 1973 и 1990 годов деревня Кавелахта входила в состав Горского сельсовета.
В 1997 году в деревне Кавелахта Горской волости проживал 131 человек, в 2002 году — 112 человек (русские — 96 %), в 2007 году — 115.

## География
Деревня расположена в юго-восточной части района на автодороге 41К-010 (Красное Село — Павловск), к востоку от административного центра поселения деревни Виллози и к югу от Дудергофского озера.
Расстояние до административного центра поселения — 0,5 км.
Расстояние до ближайшей железнодорожной станции Дудергоф — 0,7 км.

## Демография
| 1862 | 2002 | 2007 | 2010 | 2017 |
| ---- | ---- | ---- | ---- | ---- |
| 108  | ↗112 | ↗115 | ↘89  | ↘77  |

## Улицы
Смаглия.